# Championnats du monde d'Ironman 70.3 2023
Navigation
Édition précédente Édition suivante
Les championnats du monde d'Ironman 70.3 2023 se déroulent les 26 et 27 août 2023 à Lahti en Finlande. Ils sont organisés par la World Triathlon Corporation.

## Résultats du championnat du monde

### Top 10 - Hommes
| Pos.               | Temps           | Nom                | Pays        | Détail temps | Détail temps | Détail temps    | Détail temps | Détail temps    |
| Pos.               | Temps           | Nom                | Pays        | Natation     | T1           | Cyclisme        | T2           | Course à pied   |
| ------------------ | --------------- | ------------------ | ----------- | ------------ | ------------ | --------------- | ------------ | --------------- |
| Médaille d'or      | 3 h 32 min 21 s | Rico Bogen         | Allemagne   | 22 min 51 s  |              | 1 h 56 min 16 s |              | 1 h 11 min 1 s  |
| Médaille d'argent  | 3 h 33 min 25 s | Frederic Funk      | Allemagne   | 23 min 9 s   |              | 1 h 55 min 13 s |              | 1 h 12 min 20 s |
| Médaille de bronze | 3 h 34 min 10 s | Jan Stratmann      | Allemagne   | 23 min 1 s   |              | 1 h 55 min 55 s |              | 1 h 12 min 39 s |
| 4                  | 3 h 35 min 4 s  | Mathis Margirier   | France      | 23 min 0 s   |              | 1 h 55 min 42 s |              | 1 h 13 min 58 s |
| 5                  | 3 h 36 min 44 s | Joshua Lewis       | Royaume-Uni | 23 min 2 s   |              | 1 h 56 min 13 s |              | 1 h 15 min 11 s |
| 6                  | 3 h 37 min 56 s | Youri Keulen       | Pays-Bas    | 24 min 18 s  |              | 1 h 58 min 6 s  |              | 1 h 12 min 34 s |
| 7                  | 3 h 38 min 7 s  | James Teagle       | Royaume-Uni | 23 min 48 s  |              | 1 h 59 min 0 s  |              | 1 h 12 min 54 s |
| 8                  | 3 h 38 min 27 s | Marc Dubrick       | États-Unis  | 22 min 49 s  |              | 2 h 2 min 58 s  |              | 1 h 10 min 19 s |
| 9                  | 3 h 38 min 28 s | Thor Bendix Madsen | Danemark    | 24 min 4 s   |              | 1 h 58 min 41 s |              | 1 h 12 min 57 s |
| 10                 | 3 h 38 min 42 s | Menno Koolhaas     | Pays-Bas    | 22 min 53 s  |              | 2 h 2 min 39 s  |              | 1 h 10 min 35 s |

### Top 10 - Femmes
| Pos.               | Temps           | Nom                 | Pays             | Détail temps | Détail temps | Détail temps    | Détail temps | Détail temps    |
| Pos.               | Temps           | Nom                 | Pays             | Natation     | T1           | Cyclisme        | T2           | Course à pied   |
| ------------------ | --------------- | ------------------- | ---------------- | ------------ | ------------ | --------------- | ------------ | --------------- |
| Médaille d'or      | 3 h 53 min 1 s  | Taylor Knibb        | États-Unis       | 24 min 44 s  |              | 2 h 7 min 51 s  |              | 1 h 18 min 4 s  |
| Médaille d'argent  | 3 h 57 min 4 s  | Katrina Matthews    | Royaume-Uni      | 26 min 5 s   |              | 2 h 11 min 41 s |              | 1 h 16 min 37 s |
| Médaille de bronze | 3 h 57 min 55 s | Imogen Simmonds     | Suisse           | 24 min 52 s  |              | 2 h 9 min 59 s  |              | 1 h 20 min 27 s |
| 4                  | 3 h 58 min 34 s | Emma Pallant-Browne | Royaume-Uni      | 26 min 16 s  |              | 2 h 11 min 46 s |              | 1 h 17 min 51 s |
| 5                  | 4 h 0 min 31 s  | Paula Findlay       | Canada           | 26 min 11 s  |              | 2 h 11 min 44 s |              | 1 h 19 min 57 s |
| 6                  | 4 h 2 min 26 s  | Laura Philipp       | Allemagne        | 27 min 26 s  |              | 2 h 11 min 58 s |              | 1 h 20 min 19 s |
| 7                  | 4 h 3 min 12 s  | Marjolaine Pierré   | France           | 26 min 41 s  |              | 2 h 14 min 18 s |              | 1 h 19 min 23 s |
| 8                  | 4 h 3 min 28 s  | Amélia Watkinson    | Nouvelle-Zélande | 27 min 40 s  |              | 2 h 11 min 53 s |              | 1 h 21 min 18 s |
| 9                  | 4 h 3 min 56 s  | Daniela Ryf         | Suisse           | 26 min 8 s   |              | 2 h 11 min 46 s |              | 1 h 23 min 14 s |
| 10                 | 4 h 6 min 17 s  | Anne Reischmann     | Allemagne        | 28 min 28 s  |              | 2 h 14 min 31 s |              | 1 h 20 min 44 s |